# Олленну, Нии Амаа
Рафаэль Нии Амаа Олленну (англ. Raphael Nii Amaa Ollennu; 21 мая 1906 — 22 декабря 1986) — бывший председатель Комиссии при Президенте и президент Ганы времён Второй Республики с 7 по 31 августа 1970 года.

## Ранняя жизнь
Начальное образование он получил в пресвитерианском тренировочном колледже Акропонга в Восточном регионе Ганы. Он получил квалификацию юриста и был зарегистрирован под именем Рафаэль Нии Амаа Олленну на Золотом береге (ныне Гана) в 1940 году, позже он стал судьёй. Он также публиковал книги по различным правовым темам и является авторитетом в традиционной африканской системе землевладения. Он принимал активное участие в работе Генерального Совета Всемирного альянса реформированных церквей.

## Политика
Нии Амаа Олленну был одним из представителей Аккры в Законодательном собрании Золотого берега в начале 1950-х годов. Однажды он возглавил партию Конгресса Ганы, которая наряду с Объединённым конвентом Золотого Берега и Национально-демократической партией была сторонником идей Данквы-Бусии. Таким образом, он был в оппозиции вместе с Бусией и Данквой к нкрумской Народной партии конвента.

### Президент Ганы
Во времена второй республики Олленну был спикером парламента Ганы с октября 1969 по январь 1972 года. Он также стал исполняющим обязанности президента Ганы 7 августа 1970 года. Олленну был официальным председателем президентской комиссии. Он принял пост от военачальника, генерал-лейтенанта, президента Африфы и передал его 31 августа 1970 года Эдварду Акуфо-Аддо, который был назначен коллегией избирателей в тот же день. Он выиграл, получив 123 голоса против 35 Эдварда Асафу Адьяе. Исполнительная власть была передана премьер-министру, доктору Бусие. Нии Амаа Олленну женился на сестре премьер-министра Бусии, Нане Афуа Фреме, позднее у него родилась дочь Амерли.

## Дальнейшая жизнь
Во времена второй республики Гана Олленну работал спикером парламента Ганы. Он умер в 1986 году.

## Работы Оленну
- Ollennu, Nii Amaa. Principles of customary land law in Ghana (англ.). — London: Sweet and Maxwell[англ.], 1962. — (Law in Africa Volume 2).
- Humphrey, J.; Fiseer, N.A., Ollennu, Nii Amaa. The law of testate and intestate succession in Ghana (англ.). — London: Sweet and Maxwell[англ.], 1966. — (Law in Africa Volume 16).
- Ollennu, Nii Amaa; Gordon R. Woodman. Ollennu's principles of customary land law in Ghana (англ.). — 2nd edition. — Birmingham: CAL Press, 1985. — ISBN 978-0-9510530-0-3.